# Kharbatha Bani Harith
Kharbatha Bani Harith (àrab: خربثا بني حارث, Ḫarbaṯā Banī Ḥāriṯ) és una vila palestina de la governació de Ramal·lah i al-Bireh, al centre de Cisjordània, situada 15 km a l'oest de Ramal·lah. Segons l'Oficina Central d'Estadístiques de Palestina (PCBS), tenia 3.642 habitants en 2016. El nom de la vila podria ser una deformació de Khirbat Bani Harith («les ruïnes dels fills d'Harith»). Limita amb Bil'in al sud, Ras Karkar a l'est i Deir Qaddis a l'oest. Té una superfície de 7.120 dúnams.

## Història
S'hi ha trobat terrissa i pots de l'Edat de Ferro, persa, romana d'Orient, omeia i mameluc.
Segons els defter otomans de 1596 l poble de Kharbatha tenia un total de 29 famílies musulmanes i 4 famílies cristianes que hi residien. En 1870 Victor Guérin va considerar que la vila tenia 200 habitants. També va trobar les restes d'una església, que havia estat datada de l'època romana d'Orient.
En 1882 el Survey of Western Palestine del Fons per a l'Exploració de Palestina va descriure la vila, anomenada Khurbetha Ibn Harith, com de mida mitjana, amb un pou a l'oest, «a la part alta del terreny entre les oliveres.»

### Època del Mandat Britànic
En el cens de Palestina de 1922, organitzat per les autoritats del Mandat Britànic, la població de Kharbatha Bani Harith era de 338 habitants, tots musulmans. En el cens de 1931 la seva població es va incrementar a 469 musulmans, en 102 cases.
En el cens de 1945, la població de Kharbata era de 650 musulmans, que posseïen 7,120 dúnams de terra segons una enquesta oficial de terra i població. 2,788 dúnams eren plantacions i regadiu, 591 usades per cereals, mentre 9 dúnams eren sòl edificat.

### Després de 1948
En la vespra de guerra araboisraeliana de 1948, i després dels acords d'armistici araboisraelians de 1949, Kharbatha Bani Harith fou ocupada pel regne haixemita de Jordània. Després de la Guerra dels Sis Dies de 1967 va romandre sota l'ocupació israeliana.